# サルヴェ・レジーナ
サルヴェ・レジーナ（ラテン語: Salve regina）は、キリスト教聖歌のアンティフォナ。カトリック教会における伝統的な祈祷文の一つでもあり、日本のカトリック教会では「元后あわれみの母」の名で親しまれてきた。
西方教会のうち、カトリック教会における聖務日課の「終課」で歌われる、聖母マリアのための4つのアンティフォナの一つである。プロテスタントや、東方教会（正教会・東方諸教会）においては用いられない。

## テキスト

### ラテン語
```
Salve regina, mater misericordiae:
vita, dulcedo, et spes nostra, salve.
Ad te clamamus, exules, filii Hevae.
Ad te suspiramus, gementes et flentes,
in hac lacrimarum valle.

Eia ergo, advocata nostra,
illos tuos misericordes oculos ad nos converte.
Et Jesum, benedictum fructum ventris tui.
nobis post hoc exsilium ostende.
O clemens: O pia:
O dulcis virgo Maria.

```

### 日本語訳
日本のカトリック教会で「元后あわれみの母」と呼ばれる祈祷文。
かつては文語体の祈祷文で唱えられていた。ロザリオの祈りの結びに、この祈祷文を唱える伝統もある。

## 聖母マリアのための4つのアンティフォナ
- サルヴェ・レジーナ （Salve regina、元后あわれみの母）
- レジーナ・チェリ（Regina coeli、天の元后、喜びたまえ）
- アヴェ・レジーナ・チェロールム（Ave Regina caelorum、天の元后、天の女王）
- アルマ・レデンプトリス・マーテル（Alma Redemptoris Mater、救い主を育てた母）